# Cratère de Snows Island

Le cratère de Snows Island ou Johnsonville Impact Crater est une formation géologique circulaire qui a été interprétée comme un possible cratère d'impact.
Il est situé au nord-est de la Caroline du Sud près de Johnsonville, à la confluence des rivières Lynches et Pee Dee River, et a été découvert par une équipe du département de géologie de l'Université de Caroline du Sud, en analysant des anomalies gravitationnelles. Il mesure entre 10 et 15 km de diamètre, et date de moins de 50 millions d'années.